# Andrej Zinčenko
Andrej Zinčenko (in russo Андрей Зинченко?, trasl. fr. Andrei Zintchenko; Samara, 5 gennaio 1972) è un ex ciclista su strada russo, professionista tra il 1994 e il 2006. Ottenne quattro vittorie di tappa alla Vuelta a España.

## Palmarès
- 1998 (Vitalicio Seguros-Grupo Generali, tre vittorie)

13ª tappa Vuelta a España (Sabiñánigo > Sabiñánigo)
15ª tappa Vuelta a España (Saragozza > Soria)
20ª tappa Vuelta a España (Segovia > Alto de Navacerrada)
- 1999 (Vitalicio Seguros-Grupo Generali, due vittorie)

1ª tappa, 1ª semitappa Escalada a Montjuïc (Montjuïc > Montjuïc)
Escalada a Montjuïc
- 2000 (LA-Pecol, una vittoria)

14ª tappa Vuelta a España (Santander > Lagos de Covadonga)
- 2001 (LA-Pecol, una vittoria)

6ª tappa Volta a Portugal (Reguengos de Monsaraz > Portalegre)
- 2002 (LA Alumínios - Pecol, una vittoria)

2ª tappa Vuelta Ciclista Asturias (Llanes > Gijón)
- 2003 (LA Alumínios - Pecol, due vittorie)

2ª tappa Volta ao Alentejo (Mora > Portalegre)
Classifica generale Volta ao Alentejo
- 2006 (Riberalves-Alcobaça, una vittoria)

4ª tappa, 2ª semitappa Vuelta Ciclista Internacional a Extremadura (La Zarza > La Zarza)

### Altri successi
- 2003 (LA Alumínios - Pecol)

Classifica a punti Volta ao Alentejo

## Piazzamenti

### Grandi Giri
- Giro d'Italia

1998: non partito (16ª tappa)
1999: 12º
- Vuelta a España

1995: non partito (7ª tappa)
1996: 41º
1997: 119º
1998: 14º
1999: 24º
2000: 27º

### Classiche monumento
- Milano-Sanremo

1998: 170º
- Giro delle Fiandre

1998: ritirato
- Giro di Lombardia

1998: 9º
1999: 16º

### Competizioni mondiali
- Campionati del mondo

Oslo 1993 - In linea dilettanti: 114°
Lugano 1996 - In linea Elite: ritirato
San Sebastián 1997 - In linea Elite: ritirato
Valkenburg 1998 - In linea Elite: 14º
Verona 1999 - In linea Elite: ritirato